# مركز رسول أكرم العلمي
مركز رسول أكرم العلمي (بالفارسية: مركزاموزش علمي كاربردئ رسول اكرم) هي قرية ومركز علمي في قسم رودبار الريفي في الناحية المركزية لمقاطعة دامغان التابعة لمحافظة سمنان في إيران. في تعداد عام 2006، كان عدد سكانها 12 نسمة في 4 عوائل.